# NASA Earth Observatory
Il NASA Earth Observatory è un'organizzazione che cura pubblicazioni online per la NASA.
È la fonte principale di immagini satellitari gratuite e altre informazioni scientifiche riguardo alla Terra consultabile dal pubblico.
La sua attività si focalizza soprattutto sul clima e l'ambiente.
È finanziata dai contribuenti statunitensi con stanziamenti autorizzati dal congresso.